# 相澤祐子
相澤 祐子 (あいざわ ゆうこ) は 埼玉県出身の女性ジャーナリストでNHKの解説委員。

## 経歴
2002年4月1日、NHKに入局。初任地の長野放送局を経て、2007年(平成19年)年8月から報道局政治部に配属。野党時代の『民主党(現在の立憲民主党)』、『社民党』等を担当し、首相官記者クラブにて野田政権の原発事故対応や少子化対策などの取材に当たった。2018年(平成30年)7月からNHK国際放送局に異動、政治取材を海外へ発信する。
2020年1月11日、12日開催された「君津市の公共施設の未来を考える君津まちづくりプロジェクト」に専門委員として参加する。2021年7月1日から千葉放送局に異動する。